# Sigerfjord
Sigerfjord est une localité du comté de Nordland, en Norvège.

## Géographie
Administrativement, Sigerfjord fait partie de la kommune de Sortland.